# Sogn (Dänemark)
Sogn (dän. [sɔŭʔn], Pl. sogne, dt. Sprengel, Pfarrbezirk, Kirchspiel) ist das geografische Gebiet, das zu einer Kirchengemeinde der evangelisch-lutherischen Kirche in Dänemark (Dänische Volkskirche) gehört. Gleichzeitig bezeichnet sogn auch die Kirchengemeinde als Gemeinschaft ihrer Mitglieder (menighed).
2014 gab es insgesamt 2.180 Sprengel mit durchschnittlich 2.544 Einwohnern entsprechend 2.025 Kirchenmitgliedern (78,4 Prozent).
Dänische Sprengel sind keine Gebietskörperschaften, dienen aber in der amtlichen Statistik als Local administrative unit LAU-2. Sogne sind nicht zu verwechseln mit matrikelsogne, den Grundbuchbezirken der Katasterbehörde Geodatastyrelsen.

## Organisation

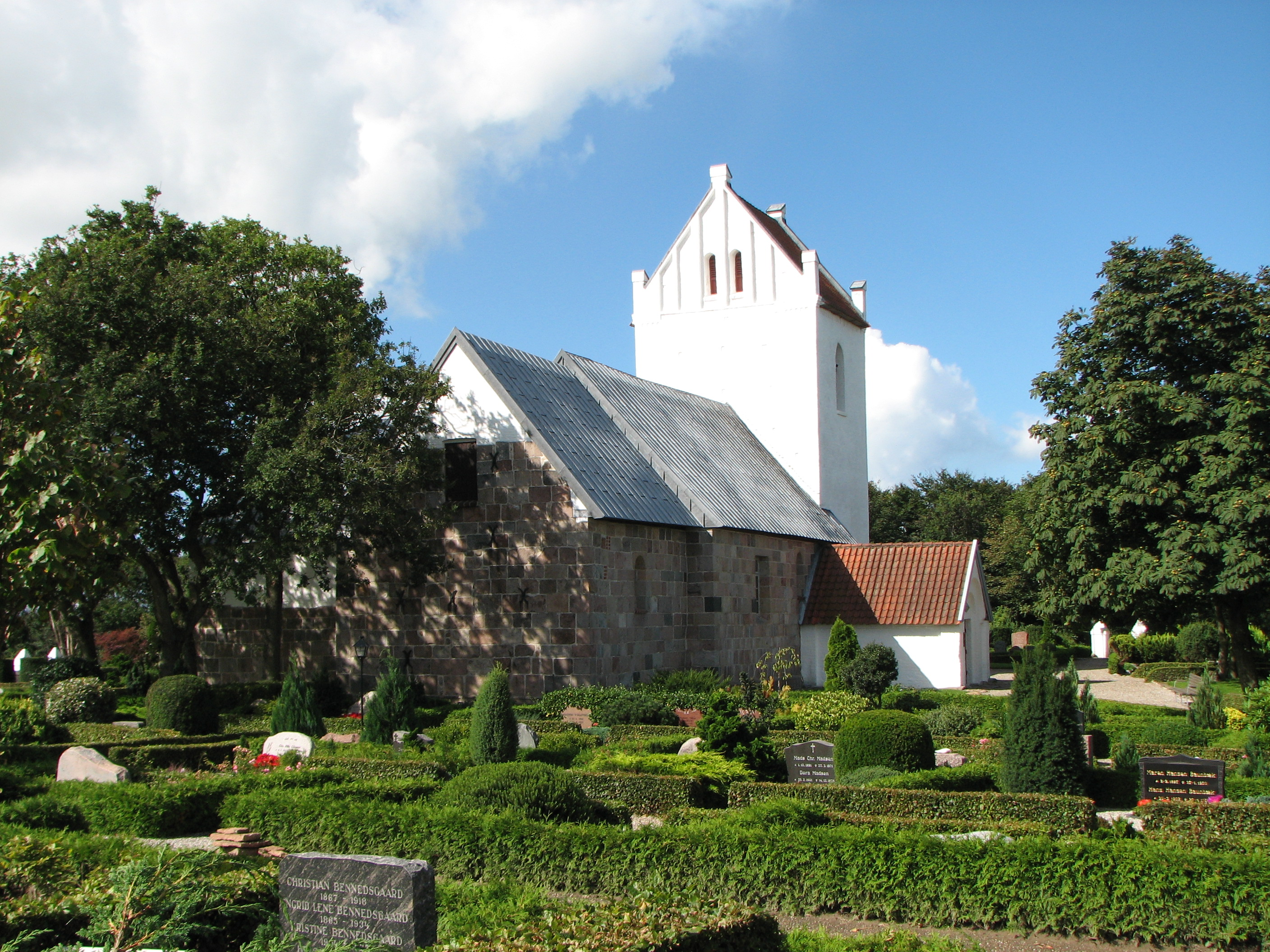
Die Kirche von Vedersø wurde zwischen 1100 und 1250 errichtet, wie etwa 90 Prozent der dänischen Dorfkirchen. Hier wirkte von 1924 bis 1944 Kaj Munk als Pastor für Vedersø Sogn.

Das Kirchspiel hat in aller Regel ein eigenes Kirchengebäude. Aus historischen und demografischen Gründen hatten einige Kirchspiele auch mehrere Kirchen: Die Volkskirche unterhielt 2014 insgesamt 2.354 Kirchengebäude. Sofern sich um überzählige Kirchen ein eigenes Gemeindeleben organisierte, insbesondere ein Kirchengemeinderat bestand, wurde deren Einzugsbereich bis 2010 als kirkedistrikt geführt. Im Jahr 2009 existierten bei insgesamt 2.123 Kirchspielen 93 solcher Distrikte. Zum 1. Januar 2011 wurden diese Sondergebiete abgeschafft. Sie wurden zum größten Teil zu vollgültigen Kirchspielen erhoben; einige wenige gingen im jeweiligen „Mutter-Kirchspiel“ auf.
Während in früherer Zeit für jedes Kirchspiel ein Pastor (sognepræst) tätig war, können heute bei Bedarf mehrere beschäftigt sein. In diesem Fall übernimmt einer von ihnen die Führung der Kirchenbücher (kirkebogsførende sognepræst).
Andererseits können in einem Kirchspiel auch mehrere Gemeinden zusammengefasst sein, die sich einen Pastor teilen. Das Zusammenwirken kleinerer Kirchspiele hatte zuletzt zur Folge, dass vermehrt gemeinsame Gemeinderäte gebildet wurden: Nach der Kirchenwahl 2012 reduzierte sich die Zahl der Gemeinderäte um 91 auf insgesamt 1.780. Ein Gemeinderat (menighedsråd) besteht aus fünf bis 15 gewählten Mitgliedern.
Kirchspiele werden in Propsteien (provsti) zusammengefasst, die wiederum die mittlere Ebene der Bistümer (stift) bilden. Für die Errichtung eines Sprengels und für Grenzkorrekturen gibt es in Dänemark keine gesetzliche Grundlage. Sie erfolgen nach Gewohnheitsrecht durch königliche Resolution auf Antrag des Kirchenministers.

## Finanzen
Ausgaben eines Sprengels gehen in die Gesamtbilanz der übergeordneten Propstei ein. Anders formuliert verfügt der Kirchengemeinderat nicht über eine eigenverantwortlich geführte Kasse. Die Propstei muss im Umkehrschluss die Ausgabenpolitik der einzelnen Sprengel im Gleichgewicht halten. Die Kirchensteuer (seit 1920) wird vom dänischen Staat auch nicht nach Sprengeln differenziert eingezogen und verteilt, sondern an die Gesamtkirche ausgezahlt und dort weiter verteilt.

## Zivilregister
Küster und Pastoren führen das Personenstandsregister, erfüllen also Aufgaben, die in Deutschland das Standesamt übernimmt: Sie registrieren Geburten, Eheschließungen, Todesfälle, stellen Taufscheine und Namensatteste aus. Das führt teilweise zu einer Doppelerfassung durch das kirchliche und das kommunale Melderegister. In den bis 1920 deutschen Landstrichen (Haderslev Kommune, Tønder Kommune, Aabenraa Kommune, Sønderborg Kommune, teilweise Vejen Kommune, Kolding Kommune) existiert diese Tradition nicht, dort wurde das preußische Registersystem übernommen und allein von den Kommunen geführt. Politisch ist die Delegierung von Teilen des Personenstandsregisters seit Langem umstritten. Seit 2004 erfolgt die Registrierung elektronisch und wird direkt im staatlichen CPR vorgenommen; gleichzeitig hat der Bürger die Möglichkeit der Online-Registrierung.

## Geschichte
Das Sogn war ursprünglich das Einzugsgebiet für den regelmäßigen Kirchgang. Spätestens mit Einführung des Zehnten im 12. Jahrhundert verfestigten sich die Grenzziehungen. Die Bewohner trugen die gemeinschaftliche Verantwortung für die Instandhaltung der Kirche und die Bezahlung des Pastors. In diesem Zusammenhang wurde der Parochialzwang (sognebånd) eingeführt, der die Bewohner des Umlandes an das Sogn band. Im Mittelalter waren die Einheiten weitgehend etabliert; während der Reformation kam es zu einigen Zusammenlegungen. Mit der Urbarmachung der Heide in West- und Mitteljütland stieg die Zahl der Sogne noch einmal deutlich an.
Ab 1855 war es möglich, sich vom Parochialzwang befreien zu lassen, um in eine benachbarte Gemeinde einzutreten. 1868 ermöglichte das Gesetz die Bildung von Wahlgemeinden (dän. Valgmenighed), selbständige Gemeinden mit eigenem Pastor, finanziell unabhängig von der Volkskirche, aber administrativ dem Bischof und Propst unterstellt. Damit war die tradierte Sprengelstruktur ansatzweise aufgebrochen.

### Grundlage für die Entwicklung weltlicher Verwaltungsgrenzen

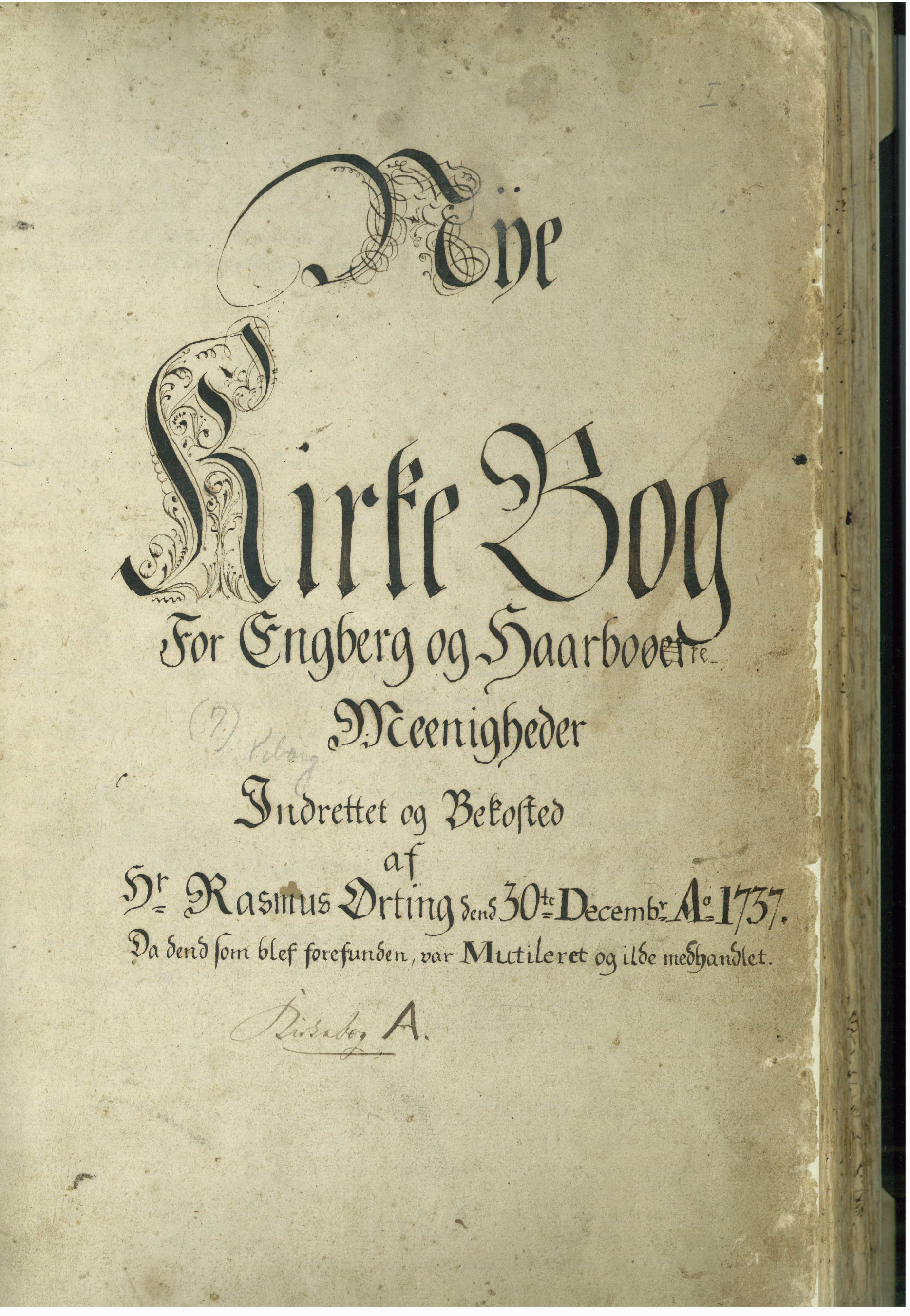
Kirchenbuch aus dem 18. Jahrhundert: Die gewachsene Verwaltungsstruktur der Kirche nutzt der dänische Staat bis heute für Einzelbereiche des Einwohnerregisters.

Die Struktur der Kirchspiele bildete die Grundlage der sich in der Frühen Neuzeit verfestigenden weltlichen Verwaltungseinheiten: Da die Pastoren das Lesen und Schreiben beherrschten und gleichmäßig über das Land verteilt waren, wurden sie beispielsweise zur Bestallung von Geschworenen eingesetzt. Seit dem 16. Jahrhundert übernahm dann zunehmend ein Dorfschulze (sognefoged) als Staatsbeamter polizeiliche, juristische und administrative Aufgaben. Dieses Modell endete 1973/74.
Bereits im 18. Jahrhundert mussten die Sprengel öffentliche Ausgaben bestreiten; das Armengesetz (fattigloven) von 1803, das die öffentliche Armenfürsorge den örtlichen Gemeinschaften übertrug, bildete die Grundlage für die bald folgende kommunale Gliederung Dänemarks. 1841 wurden landesweit eigenständige weltliche Gemeinden eingerichtet (Sogneforstanderskabsdistrikter), die seit dem 6. Juli 1867 den Namen Sognekommune trugen. In diesen Landgemeinden nahm ein gewählter Gemeinderat die öffentlichen Aufgaben wahr. Es wurde eine Einkommens- und eine Kommunalsteuer erhoben, die erste zur Finanzierung der Armenkasse, die zweite zur Deckung aller anderen Ausgaben. Die Landgemeinde war nicht in jedem Fall geografisch deckungsgleich mit dem kirchlichen Sogn. Sogn und Sognekommune waren insofern miteinander verflochten, als der Pastor Stimmrecht im Gemeinderat hatte, wenn Armen- und Schulangelegenheiten zur Abstimmung kamen. Ab 1868 waren die Pastoren nur noch für eine einzige „weltliche“ Aufgabe zuständig: Sie führten die Aufsicht über die Dorfschulen.
Die geografische Struktur der Landgemeinden spiegelte also weitgehend die kirchlichen Sprengel. Diese Gliederung hielt sich in den ländlichen Gegenden Dänemarks bis 1970. Mit der Fortentwicklung des Wohlfahrtsstaates im 20. Jahrhundert wurden die Kommunen vor zahlreiche neue Aufgaben gestellt. Deshalb schuf der Gesetzgeber mit der Kommunalreform 1970 größere kommunale Einheiten durch Zusammenlegungen. Fortan liegen in der Regel mehrere Kirchspiele in einer Kommune, zugleich endete die Verflechtung von Sogn und Kommune.

## Sogne alsLocal administrative unitLAU-2
Obwohl Sogne keine kommunalen Verwaltungseinheiten sind, findet die geografische Unterteilung nach Sprengeln noch heute Verwendung in der amtlichen Statistik. Mit der Harmonisierung der statistischen Erhebungen in den Mitgliedsländern der Europäischen Union nimmt ein Sogn den Rang einer Local administrative unit LAU-2 ein.
Der Vorteil dieser Praxis liegt in der oben angeführten lange zurückreichenden Registertätigkeit der Kirche und dem Bemühen der Statistiker, einen Kontinuitätsbruch in Verbindung mit administrativen Veränderungen möglichst zu vermeiden. Schließlich hat es die europäische Zusammenarbeit notwendig gemacht, erhobene Daten aus allen Mitgliedsländern vergleichbar zu machen; deshalb wurden gemeinsame Nomenklaturen, Definitionen und Methoden verankert. Da Dänemark seit 1970 nicht mehr über Verwaltungseinheiten verfügt, die der Größe nach mit einer deutschen Gemeinde oder einem spanischen Municipio vergleichbar wären, füllt das Sogn diese Lücke aus als „praktische Unterteilung einer Kommune“.

## In Zahlen
Landesweit sind 78,4 Prozent der Bevölkerung Mitglieder der Volkskirche. Am höchsten ist ihr Anteil in den Bistümern Viborg (87,3 Prozent) und Ribe, am niedrigsten in den städtisch geprägten Bistümern Helsingør und Kopenhagen (60,9 Prozent).
2014 war das einwohnerstärkste Kirchspiel Dänemarks Vesterbro Sogn mit 43.052 Einwohnern. Die wenigsten Einwohner – nämlich 25 – zählte Bågø Sogn.
Flächenmäßig ist Christians Ø Sogn mit 0,4 km² am kleinsten, Brande Sogn (Ikast-Brande Kommune) mit 156,7 km² am größten.
Seit dem Jahr 2000 stieg die Zahl kleiner Sogne mit weniger als 500 Einwohnern, ebenso die Zahl sehr großer Sogne mit mindestens 10.000 Einwohnern. Einen Rückgang verzeichneten Sogne mittlerer Größe (1.000 bis 10.000 Einwohner).
| Jahr | weniger als 200 | 200 bis 499 | 500 bis 999 | 1.000 bis 1.999 | 2.000 bis 3.999 | 4000 bis 9.999 | 10.000 und mehr | insgesamt |
| ---- | --------------- | ----------- | ----------- | --------------- | --------------- | -------------- | --------------- | --------- |
| 2000 | 116 5           | 409 19      | 452 21      | 410 19          | 293 14          | 349 16         | 94 4            | 2.123 100 |
| 2008 | 124 6           | 406 19      | 446 21      | 400 19          | 279 13          | 368 17         | 98 5            | 2.121 100 |
| 2014 | 153 7           | 457 21      | 462 21      | 385 18          | 265 12          | 337 15         | 121 6           | 2.180 100 |
| 2015 | 157 7           | 459 21      | 453 21      | 383 18          | 260 12          | 339 16         | 123 6           | 2.174 100 |